# Paul Coltelloni
Paul Jean Maurice Coltelloni (Levallois-Perret, 15 ottobre 1917 – Parigi, 10 luglio 1999) è stato un pilota di rally francese.

## Biografia
Nel 1959 Coltelloni, di professione imprenditore nel settore calzature, e il suo copilota Pierre Alexandre riuscirono nell'impresa di portare alla vittoria un'auto privata al Rally di Monte Carlo: si trattava di una Citroën ID 19, partita col numero 176. 
Fu la prima affermazione di una Citroën nei principali rallyes mondiali: in passato, altre DS e ID avevano ottenuto buoni risultati nelle competizioni sportive ma la casa madre non volle prendere parte direttamente alle gare, nella convinzione che la vettura non potesse avere un brillante futuro sportivo poiché sovrastata dalle avversarie (Jaguar e Aston Martin su tutte) in termini di potenza e prestazioni.
Alla fine della stessa stagione, dopo un'altra vittoria al rally dell'Adriatico, Coltelloni e la sua ID 19 si classificarono al primo posto del Campionato Europeo Rally. 
Questo risultato convinse definitivamente la Citroën a prendere parte in prima persona alle competizioni: iniziò così la carriera della scuderia Citroën e in particolare della DS, l'unica auto che sia mai riuscita a vincere almeno una competizione per 17 stagioni consecutive (dal Rally di Monte Carlo del 1959 al Rally Internazionale del Marocco del 1975).